# John Cumming
John Cumming (født 17. marts 1930, død 6. december 2008) var en skotsk fodboldspiller (winghalf).
Cumming tilbragte hele sin aktive karriere, fra 1950 til 1967, hos Edinburgh-storklubben Hearts. Her var han med til at vinde to skotske mesterskaber, én FA Cup-titel og fire udgaver af Liga Cuppen.
Cumming spillede desuden ni kampe for Skotlands landshold, som han debuterede for 8. december 1954 i en venskabskamp på hjemmebane mod Ungarn.

## Titler
Skotsk mesterskab
- 1958 og 1960 med Hearts

FA Cup
- 1956 med Hearts

Scottish League Cup
- 1954, 1958, 1959 og 1962 med Hearts